# Ospalá díra (seriál)
Ospalá díra (v anglickém originále Sleepy Hollow) je americký dramatický televizní seriál vysílaný v letech 2013–2017 na stanici Fox. Příběh je moderní variací na stejnojmennou knižní klasiku z pera Washingtona Irwinga. Díky velmi dobrým výsledkům sledovanosti bylo stanicí již měsíc po premiéře (10. října 2013) oznámeno, že byla objednána druhá série, k jejíž premiéře došlo na podzim 2014. V lednu 2014 byla zveřejněna informace o tom, že seriál pro vysílání v České republice zakoupila televize Prima. Ta jej uvedla na stanici Prima Cool od 3. listopadu téhož roku.

## Děj
Během bitvy, která se odehrála v roce 1781, se vojákovi koloniální armády pod vedením generála George Washingtona jménem Ichabod Crane podařilo setnout hlavu Hesenskému jezdci. Zároveň však byl svým soupeřem smrtelně raněn. Po více než dvou stoletích se nyní probouzí do moderního amerického města Sleepy Hollow a netuší, k čemu přesně došlo. Brzy zjišťuje, že byl spolu s detektivkou místního oddělení Abbie Mills vyvolen, aby zabránil příchodu apokalypsy a vítězství zla nad dobrem. Oba tak nyní musí udělat vše, aby dokázali zabránit silám temnot získat moc a cestu na náš svět.

## Hlavní postavy
| Tom Mison        | Ichabod Crane                          |
| Nicole Beharie   | poručík Grace Abigail „Abbie“ Millsová |
| Orlando Jones    | kapitán Frank Irving                   |
| Lyndie Greenwood | Jenny Millsová                         |
| Katia Winter     | Katrina Craneová                       |

## Řady a díly
| Řada | Díly | Premiéra v USA | Premiéra v USA  | Premiéra v ČR     | Premiéra v ČR     |
| Řada | Díly | První díl      | Poslední díl    | První díl         | Poslední díl      |
| ---- | ---- | -------------- | --------------- | ----------------- | ----------------- |
| 1    | 13   | 16. září 2013  | 20. ledna 2014  | 3. listopadu 2014 | 26. ledna 2015    |
| 2    | 18   | 22. září 2014  | 23. února 2015  | 6. července 2015  | 9. listopadu 2015 |
| 3    | 18   | 1. října 2015  | 8. dubna 2016   | 18. července 2019 | 8. října 2019     |
| 4    | 13   | 6. ledna 2017  | 31. března 2017 | 9. října 2019     | 28. října 2019    |